# Вир (селище)
Вир (хорв. Vir) — населений пункт і громада в Задарській жупанії Хорватії.

## Населення
Населення громади за даними перепису 2011 року становило 3 000 осіб, 1 з яких назвала рідною українську мову.
Динаміка чисельності населення громади:

## Клімат
Середня річна температура становить 15,15 °C, середня максимальна – 27,01 °C, а середня мінімальна – 3,80 °C. Середня річна кількість опадів – 913 мм.
| Клімат поселення                              | Клімат поселення | Клімат поселення | Клімат поселення | Клімат поселення | Клімат поселення | Клімат поселення | Клімат поселення | Клімат поселення | Клімат поселення | Клімат поселення | Клімат поселення | Клімат поселення | Клімат поселення |
| Показник                                      | Січ.             | Лют.             | Бер.             | Квіт.            | Трав.            | Черв.            | Лип.             | Серп.            | Вер.             | Жовт.            | Лист.            | Груд.            |                  |
| Середній максимум, °C                         | 11,00            | 11,11            | 13,31            | 16,43            | 20,99            | 25,05            | 27,01            | 26,91            | 22,73            | 19,25            | 14,72            | 11,59            |                  |
| Середня температура, °C                       | 7,40             | 7,52             | 9,71             | 12,82            | 17,38            | 21,46            | 24,23            | 24,15            | 19,94            | 16,49            | 11,93            | 8,82             |                  |
| Середній мінімум, °C                          | 3,80             | 3,93             | 6,11             | 9,23             | 13,81            | 17,85            | 21,45            | 21,35            | 17,15            | 13,68            | 9,15             | 6,02             |                  |
| Норма опадів, мм                              | 76               | 65               | 66               | 70               | 67               | 58               | 34               | 53               | 104              | 114              | 110              | 96               |                  |
| Середньомісячна швидкість вітру, м/с          | 2.90             | 3.00             | 3.20             | 3.00             | 2.63             | 2.50             | 2.50             | 2.40             | 2.59             | 2.70             | 3.30             | 3.18             |                  |
| Середньомісячна сонячна радіація, кДж/м²·день | 4830             | 7605             | 11216            | 16102            | 20505            | 22461            | 24185            | 20950            | 15324            | 9720             | 5289             | 4119             |                  |
| --------------------------------------------- | ---------------- | ---------------- | ---------------- | ---------------- | ---------------- | ---------------- | ---------------- | ---------------- | ---------------- | ---------------- | ---------------- | ---------------- | ---------------- |
| Джерело:                                      |                  |                  |                  |                  |                  |                  |                  |                  |                  |                  |                  |                  |                  |